# Achraf Mahboubi
Achraf Mahboubi (en arabe : أشرف محبوبي), né le 8 août 2000, est un taekwondoïste marocain.

## Carrière
Achraf Mahboubi remporte la médaille d'or dans la catégorie des moins de 74 kg aux Championnats d'Afrique de taekwondo 2018 à Agadir. 
Il se qualifie pour les Jeux olympiques de Tokyo 2020 en atteignant la finale du tournoi de qualification olympique africain  à Rabat en 2019. Il est médaillé d'argent dans la catégorie des moins de 74 kg aux Jeux africains de 2019 à Rabat et dans la catégorie des moins de 80 kg aux Championnats d'Afrique de taekwondo 2021 à Dakar.